# Mount Simmons
Mount Simmons är ett berg i Antarktis. Det ligger i Västantarktis. Chile gör anspråk på området. Toppen på Mount Simmons är 1 590 meter över havet.
Terrängen runt Mount Simmons är platt åt sydväst, men åt nordost är den kuperad. Trakten är glest befolkad. Närmaste befolkade plats är Arturo Parodi Station, 9,8 kilometer nordost om Mount Simmons.